# Derendingen (Szwajcaria)
Derendingen (gsw. Däredinge) – miejscowość i gmina (niem. Politische Gemeinde) w Szwajcarii, w kantonie Solura, w jednostce administracyjnej (Amtei) Bucheggberg-Wasseramt, w okręgu Wasseramt.

## Demografia
W Derendingen mieszkają 6 641 osoby. W 2021 roku 32,2% populacji gminy stanowiły osoby urodzone poza Szwajcarią.

## Transport
Przez teren gminy przebiegają autostrady A1 i A5 oraz drogi główne nr 254 i nr 269.